# Stenilema
Stenilema is een geslacht van vlinders van de familie spinneruilen (Erebidae), uit de onderfamilie Arctiinae.

## Soorten
- S. aurantiaca Hampson, 1909
- S. quadrinotata Kiriakoff, 1965
- S. subaurantiaca Strand, 1912